# Tyio Simon
Tyio Simon (* 29. September 1978) ist ein ehemaliger antiguanischer Fußballspieler. Er agierte auf der Position eines Mittelfeldspielers und war zuletzt für den SAP FC in Bolands und die antiguanische Fußballnationalmannschaft aktiv.

## Karriere

### Verein
Über seine Vereinskarriere sind nur wenige Informationen bekannt. Mit 25 Jahren stand Simon im Kader des SAP FC auf der Insel Antigua. Hier belegte er mit der Mannschaft in seiner Debütsaison 2002/03 den Platz des Vizemeisters. Seinen ersten Titel gewann Simon drei Jahre später, als er an der Seite von Kerry Skepple, Rackley Thomas und Torjäger Peter Byers, antiguanischer Meister wurde. Die Mannschaft qualifizierte sich damit für die Karibik-Klubmeisterschaft und er kam in den Partien gegen den arubaischen Verein SV Britannia (1:7) und die New Vibes (1:3) von den Amerikanischen Jungferninseln zum Einsatz. Mit den Meisterschaften in den Jahren 2009 und 2014 gehört Simon zu den Spielern, die an allen Titeln in der Geschichte des Vereins beteiligt waren. Er blieb, ohne einen weiteren Titel zu gewinnen, noch bis zum Ende der Saison 2015/16 bei den Verein. Über den weiteren Verlauf seiner Karriere nach 2016 und den Zeitpunkt seines Rücktritts vom aktiven Fußball geben die Quellen keine Informationen.

### Nationalmannschaft
Sein Debüt für die antiguanische Fußballnationalmannschaft gab Simon am 28. März 2003 im Rahmen der Qualifikation zum Gold Cup 2003 gegen die Auswahl von Kuba (2:0). Er nahm an Qualifikationsspielen zur Fußball-Weltmeisterschaft (2006, 2010) und zum Gold Cup (2003 und 2007) teil, konnte jedoch bisher keine nennenswerten Erfolge erzielen. Sein erstes Tor erzielte er im Freundschaftsspiel gegen Grenada (1:1) am 3. November 2006. Die letzte Berufung zu einem Länderspiel erfolgte unter Trainer Derrick Edwards, in Rahmen der Qualifikation zur Fußball-Weltmeisterschaft 2010, gegen die Auswahl von Kuba (4:0) am 22. Juni 2008.

### Erfolge
Verein
- Antiguanischer Meister: 2005/06, 2008/09, 2013/14